# Sterne hansel
Gelochelidon nilotica
Espèce
Statut de conservation UICN

 LC  : Préoccupation mineure
La Sterne hansel (Gelochelidon nilotica) est une espèce d'oiseaux des marais d'eau douce et des lagunes côtières, mais elle migre au-dessus des mers.
La Sterne à longues pattes (Gelochelidon macrotarsa) était auparavant considérée comme une sous-espèce de la Sterne hansel.

## Caractéristiques
La Sterne hansel mesure 35 à 42 cm de longueur pour une envergure de 76 à 86 cm et sa masse varie de 200 à 250 g.

## Nourriture
Elle chasse surtout en volant, plongeant pour capturer les insectes au sol ou en vol. Elle consomme aussi des petits oiseaux, des rongeurs et des grenouilles.

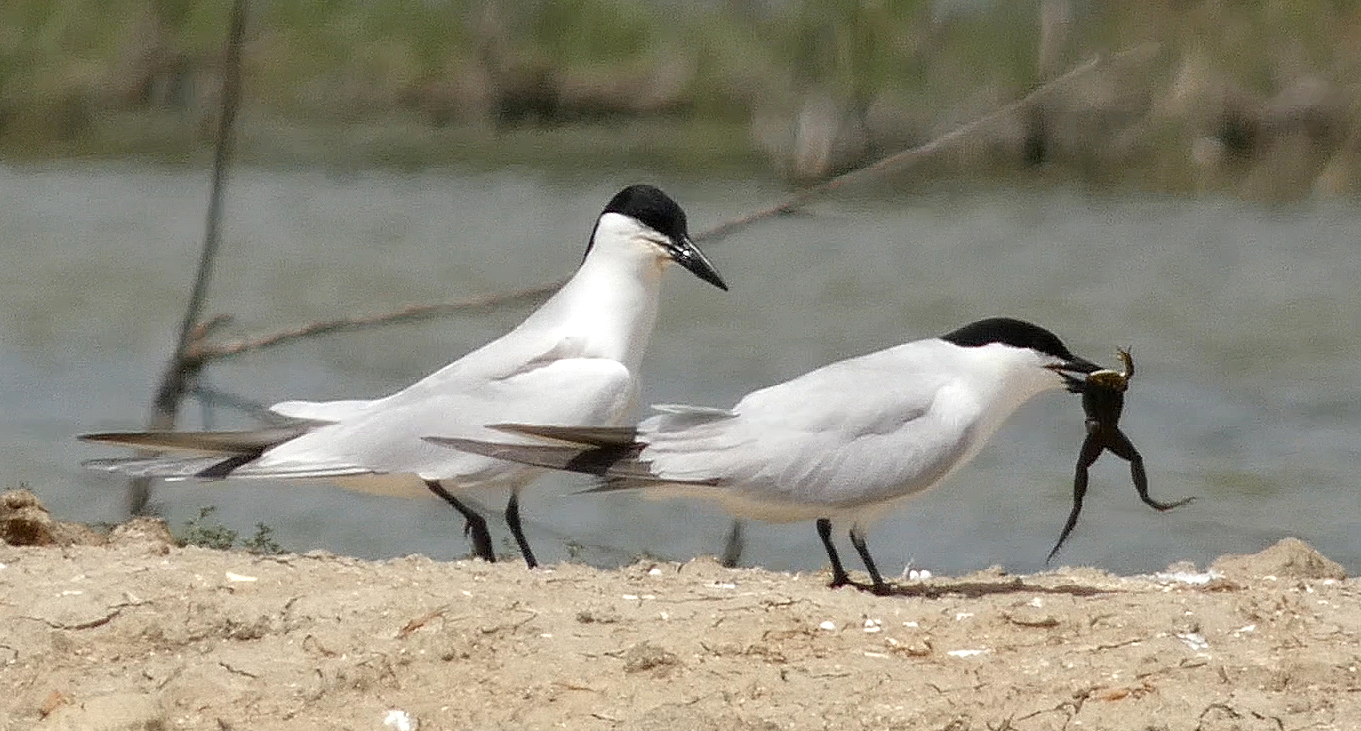
Pêche à la grenouille. Réserve du Vigueirat (France).

## Habitat

Elle fréquente les lagunes, les rizières, les prés humides et les herbages.

## Reproduction
Le nid est un petit creux garni d'herbe dans le sable ou la boue près de l'eau. La ponte de trois œufs est effectuée en mai et juin.

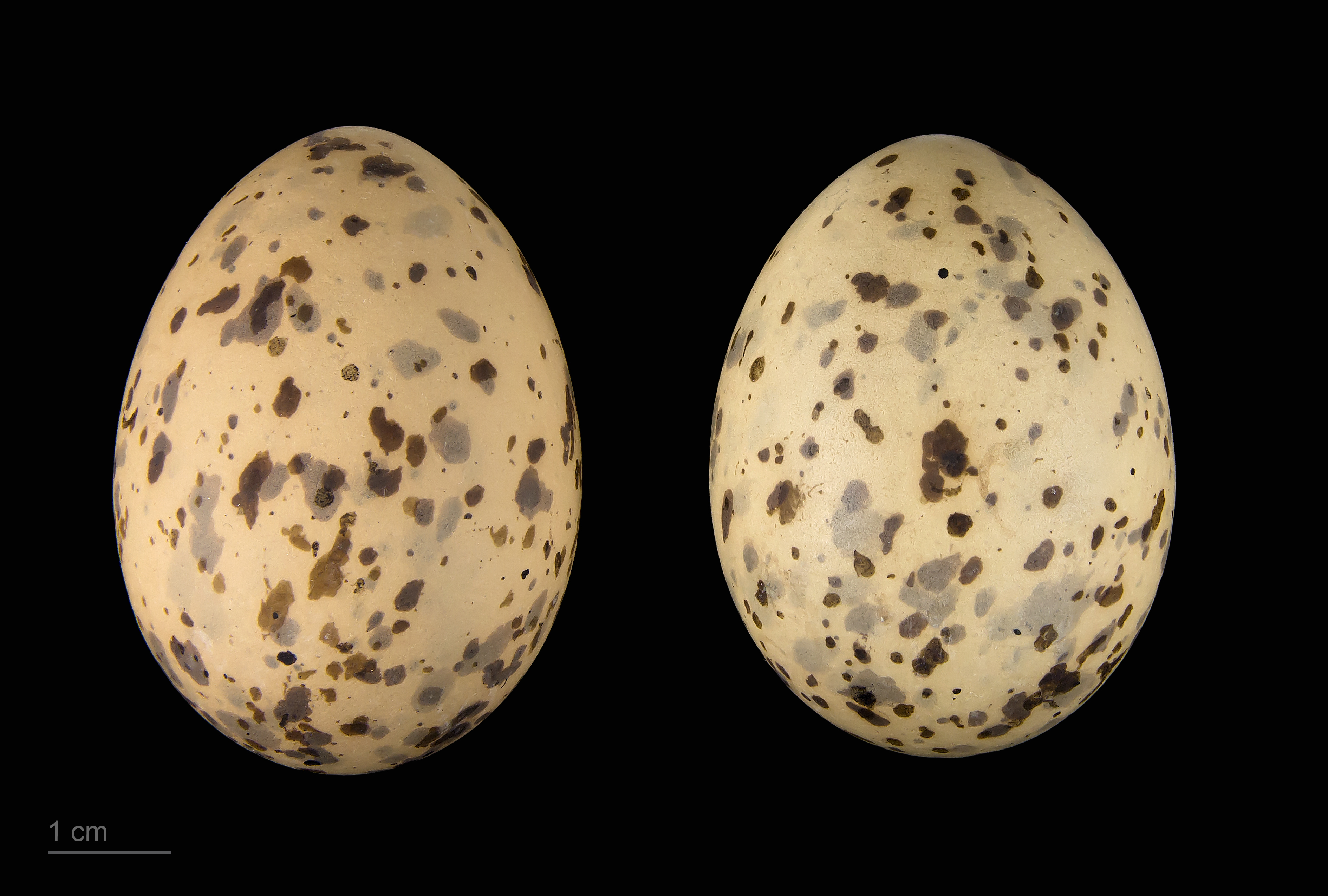
œufs de Gelochelidon nilotica - Muséum de Toulouse

## Protection
La Sterne hansel bénéficie d'une protection totale sur le territoire français depuis l'arrêté ministériel du 17 avril 1981 relatif aux oiseaux protégés sur l'ensemble du territoire. Elle est inscrite à l'annexe I de la directive Oiseaux de l'Union européenne. Il est donc interdit de la détruire, la mutiler, la capturer ou l'enlever, de la perturber intentionnellement ou de la naturaliser, ainsi que de détruire ou enlever les œufs et les nids, et de détruire, altérer ou dégrader son milieu. Qu'elle soit vivante ou morte, il est aussi interdit de la transporter, colporter, de l'utiliser, de la détenir, de la vendre ou de l'acheter.

## Taxonomie
D'après la classification de référence (version 14.1, 2024) de l'Union internationale des ornithologues, la Sterne hansel possède 5 sous-espèces (ordre philogénique) :
- Gelochelidon nilotica nilotica (Gmelin, JF, 1789) — Eurasie ;
- Gelochelidon nilotica affinis (Horsfield, 1821) — pourtour de la mer de Bohai et la mer Jaune ;
- Gelochelidon nilotica aranea (Wilson, A, 1814) — littoral est nord-américain ;
- Gelochelidon nilotica vanrossemi Bancroft, 1929 — de la Californie à Sinaloa ;
- Gelochelidon nilotica gronvoldi Mathews, 1912 — Amérique du Sud.

## Galerie

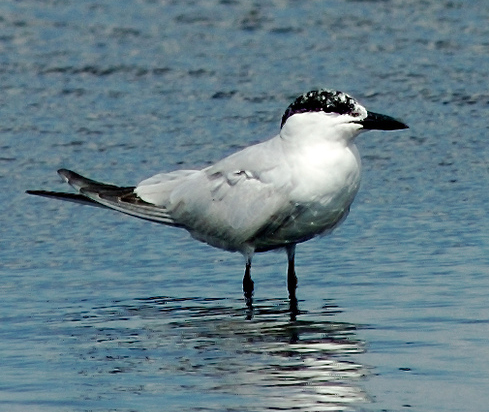
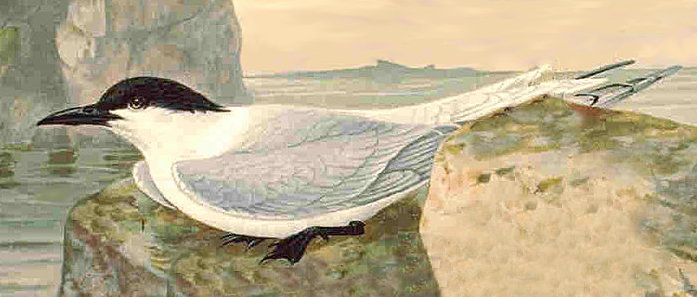